# Le Juif Süss (film, 1940)
Pour les articles homonymes, voir Le Juif Süss.
Pour plus de détails, voir Fiche technique et Distribution.
Le Juif Süss (en allemand : Jud Süß) est un film de propagande nazie tourné en 1940 par Veit Harlan sous la supervision de Joseph Goebbels dans les Studios de Babelsberg. Ce film, adaptation de la biographie d'un personnage historique, constitue l'une des rares incursions du cinéma national-socialiste dans un vrai discours de propagande raciale.

## Synopsis
Le film se compose de 607 plans et dure 92 minutes.
À Stuttgart en 1733, un juif ambitieux, Süss Oppenheimer, devient le ministre des Finances d’un duc de Wurtemberg faible et parvient à infiltrer l'État grâce à l’usure. Ainsi,  quand les notables refusent au duc le financement d'un opéra, d'un corps de ballet et d'une garde ducale, c'est Süss qui avance l'argent : « Je ne comprends pas que l'on puisse vous refuser cela » s'indigne-il sournoisement. Le duc rachète sa dette, en confiant à Süss l'administration des routes du duché et donc des péages, ce qui provoque un renchérissement des denrées alimentaires et la spoliation des administrés parmi lesquels le forgeron Bogner dont Süss a fait éventrer la demeure qui gênait le tracé d'une route. Parce qu'il s'est opposé à lui, Süss le fait pendre. Les Juifs font ensuite leur retour dans la ville de Stuttgart. Sous l’influence d’un rabbin, Süss fait du duché un paradis pour ses coreligionnaires et pour faire face à l'opposition grandissante des habitants, suggère au duc de supprimer la Diète du Wurtemberg et de réprimer la population en levant une armée de mercenaires.
Süss multiplie les conquêtes féminines et fréquente trois courtisanes et deux femmes du monde. La première est la femme du duc et c'est elle qui, exigeant des bijoux dignes de son rang, fournit à Süss un laissez-passer pour Stuttgart. Süss en fait sa maitresse, tandis qu'il se prend de passion pour la jeune Dorothea, fille de Sturm, conseiller d'État, dont il se fait par deux fois refuser la main et qu'il finit par prendre de force. De honte, elle se noie dans les marais. Après la mort soudaine du duc, le peuple se soulève, sous la conduite de Faber, le fiancé de Dorothea. Privé de soutien, Süss est arrêté, condamné pour avoir abusé d'une jeune chrétienne et pendu en place publique, dans une cage de fer.  S’ensuit un nouveau décret qui bannit  les Juifs du Wurtemberg.

## Fiche technique
- Titre : Le Juif Süss
- Titre original : Jud Süß
- Réalisation : Veit Harlan
- Scénario : Veit Harlan, Eberhard Wolfgang Möller
- Musique : Wolfgang Zeller
- Directeur de la photographie : Bruno Mondi
- Décors : Otto Hunte
- Montage : Wolfgang Schleif, Friedrich Karl von Puttkamer, Ludwig Metzger
- Production : UFA
- Pays de production : Troisième Reich
- Format : 35 mm
- Genre : drame
- Durée : 96 minutes
- Dates de sortie :
  - 1940
  - France : 14 février 1941

## Distribution
- Ferdinand Marian (VF : Richard Francœur) : Joseph Süss Oppenheimer
- Kristina Söderbaum (VF : Colette Broïdo) : Dorothea Sturm (Dorothée en VF)
- Werner Krauss (VF : Maurice Lagrenée) : rabbin Loew
- Werner Krauss (VF : Lucien Blondeau) : secrétaire Lévy
- Heinrich George (VF : Raymond Rognoni) : Charles Alexandre, duc de Wurtemberg
- Malte Jäger (VF : Jean Darcante) : Aktuarius Faber
- Eugen Klöpfer (VF : Henry Valbel) : Sturm
- Albert Florath (VF : Marcel Raine) : Roder

## Production
Adolf Hitler et Joseph Goebbels misent tout particulièrement sur le cinéma, dont ils estiment les possibilités de propagande immenses. Dans les années trente, ils utilisent son pouvoir pour glorifier la « race aryenne » à travers notamment les documentaires de propagande de Leni Riefenstahl. Même si la majeure partie de la production allemande de l'époque est destinée à distraire les familles, Goebbels demande, fin1938,  aux studios de produire des films de propagande antisémite. C'est ainsi que quatre films fondamentalement antisémites sont diffusés : Robert und Bertram de Hanz Heinz Zertlett en 1939, Die Rothschild Aktien von Waterloo d'Erich Waschneck, Jud Süss de Veit Harlan et Der ewige Jude de Fritz Hippler en 1940. Dans tous ces films, les Juifs ont le teint mat, l'apparence crasseuse, un nez proéminent et ressemblent aux caricatures antisémites. Ils sont  sans attache et capables d’« infiltrer »  la société allemande, dans laquelle ils prennent le contrôle des institutions financières, pour dominer le monde.
Le personnage historique avait déjà été le sujet d'une nouvelle de Wilhelm Hauff (1827) et plus récemment d'un roman de Lion Feuchtwanger, Le Juif Süss, publié en 1925, et adapté au théâtre puis au cinéma en Angleterre en 1934 comme critique de l'antisémitisme nazi. Le roman de Feuchtwanger, adversaire du nazisme et juif lui-même, remet le personnage sur le devant de la scène, mais sa perspective est diamétralement opposée à celle du film de Veit Harlan.
L'idée du film et la mise au point du scénario sont le résultat d'un processus complexe, où plusieurs intervenants collaborent de manière conflictuelle, sous la surveillance des services de Goebbels et de Goebbels lui-même. Une première version du scénario est l’œuvre de Ludwig Metzger, qui affirme travailler sur le sujet depuis 1922 ; il dit s'inspirer de la nouvelle de Hauff, tout en la soumettant à une réécriture pour gommer les aspects non conformes au but idéologique de l'entreprise. Le travail est poursuivi en collaboration avec Eberhard Wolfgang Möller, membre du parti et employé au ministère de la propagande. Peter-Paul Brauer, le producteur de la firme Terra en charge du film, envisage de réaliser lui-même le film, mais Goebbels intervient pour le remplacer par un réalisateur confirmé, Veit Harlan. 
En septembre 1939, l'Allemagne envahit la Pologne où vivent des millions de Juifs. Alors que la nuit de cristal a eu lieu du 9 au 10 novembre 1938 et que le 
30 janvier 1939, au Reichstag, Hitler clame sa détermination d'anéantir les Juifs la machine de propagande du IIIe Reich reçoit pour mission de prouver la justesse de la politique engagée. De plus, il s’agit de contrer l’impact du film  Le Dictateur, tout juste réalisé par Charlie Chaplin à Hollywood. Kristina Söderbaum, blonde d'origine suédoise, y obtient le premier rôle féminin.
Le Juif Süss bénéficie d'un gros budget, de 2 millions de Reichsmarks,  ainsi que d'excellents techniciens et Goebbels en suit méticuleusement le tournage. Chaque jour, les scènes tournées la veille lui sont envoyées. Veit Harlan raconte[évasif] que le dirigeant nazi donne même son avis sur le montage. Le film porte donc la marque directe de l'idéologie nazie. Goebbels insiste sur le fait qu'il est inspiré d'une « histoire vraie ». Il n'en reste pas moins que le film porte la griffe personnelle de Veit Harlan dans les scènes de groupe comme dans les décors monumentaux.[réf. nécessaire]

## Accueil du film

### Un grand succès
Le Juif Süss de 1940 est un grand succès en Allemagne et à l'étranger attirant au total plus de vingt millions de spectateurs en Europe. Il rapporte près de 6,2 millions de marks en Allemagne, où les projections sont souvent accompagnées du hurlement « Mort aux juifs ! »[réf. nécessaire]. Présenté à la Mostra de Venise, il est salué dans ses critiques par le jeune Michelangelo Antonioni qui voit dans le film la rencontre réussie entre l'art et la propagande. Heinrich Himmler le trouve si convaincant que, le 30 septembre 1940, il signe une ordonnance contraignant tous les membres de la SS et de la police à le voir « dans le courant de l’hiver ». Dans les camps de concentration, les gardiens sont soumis à la même obligation. L'impact du film est tel que Veit Harlan reçoit le prix 1943 de la UFA.
En 1941, Lion Feuchtwanger publie une lettre ouverte aux États-Unis à Werner Krauß, Heinrich George et Eugen Klöpfer à qui il rappelle leur collaboration sur un précédent projet d'adaptation avant 1933 et se demande ce qui a pu les conduire à participer à une distorsion si perverse du projet initial.
En 1941, la censure fédérale suisse interdit le film en raison de sa propagande antisémite. Afin de ne pas froisser le puissant voisin, cette décision est contrebalancée par l’interdiction de la précédente version anglaise Jew Suss de Lothar Mendès (1934) fidèle adaptation du roman de Feuchtwanger.

### L'impact du film en France
En France, le film est vu par 1 million de spectateurs payants de 1941 à 1944.[réf. nécessaire] Le film semble avoir remporté, pour une part difficile à évaluer, un succès de curiosité plus que de conviction. La composante antisémite de ce film a éveillé les consciences des spectateurs pro ou anti-allemands. Les étudiants catholiques lyonnais perturbent, en mai 1941, la projection du film au cri de : « Pas de films nazis : rendez-nous nos pommes de terre et gardez vos navets ! ». Des violences antisémites sont enregistrées après sa projection à Marseille, entre autres. Le film est l'objet de quatre attentats à la bombe dans des salles de projection à Paris et à Toulouse. Trois revues de zone Sud, Temps nouveau, Esprit, Jeunesse, osent dire leur désapprobation, le payant de leur interdiction. La presse collaborationniste l'acclame. En 1942, l'hebdomadaire pro-Doriot L'Assaut salue Le Juif Süss comme « ABC de l'antisémitisme ». Je suis partout parle d'une « œuvre d'une portée vaste et sérieuse. »

### Le film après la guerre
Après la guerre, le film est interdit dans tout le monde occidental. La plupart des copies sont détruites. Le film est récupéré par l’antisémitisme arabe. Quelques copies circulent au Proche-Orient dans les années 1960. Elles sont distribuées par une firme est-allemande dans le cadre de la politique anti-sioniste de la RDA. Avec Les Protocoles des Sages de Sion, le film est désormais devenu un corpus clandestin à l’usage des nostalgiques de l’antisémitisme.
Harlan est jugé et se défend en arguant que les nazis contrôlaient son travail. Il s'en tire à bon compte malgré deux procès successifs. En 1948, une commission de dénazification lave le réalisateur de toute culpabilité. Il peut recommencer à tourner à partir de 1950. Aucun membre de la production ou de l'équipe de tournage, aucun journaliste laudateur du film n'est inquiété.
À partir de 1955, sa projection est de nouveau autorisée en RFA puis à partir de 1990 dans toute l'Allemagne réunifiée. Mais il est rare que le film soit projeté en dehors du cadre de colloques sur le national-socialisme. À chaque fois, sa projection soulève des polémiques et des protestations. Le film est toujours considéré[Par qui ?] comme le pire film raciste réalisé dans l'Allemagne nazie.[réf. nécessaire]

## Analyse
On peut distinguer dans le film trois axes idéologiques majeurs : l'antisémitisme, le film en est la justification, l'antiféminisme, et une conception nazie de l'État et de la société civile.

### Un film antisémite
Le film est souvent considéré comme l'une des descriptions les plus haineuses des Juifs dans l'histoire du cinéma en ce qu'il révèle la sournoiserie du juif. Le film est d'autant plus pernicieux qu'il est bien construit, bien réalisé, bien joué et que l’antisémitisme y est distillé par la suggestion et non asséné. Les stéréotypes y sont pourtant poussés à l'extrême. La propagande antisémite est mélangée à une histoire d'amour, du sexe et de la violence. Le film fait le portrait de trois juifs, à savoir Süss, son secrétaire Lévy et le rabbin Loew toujours habillé en noir et constamment courbé, ce qui veut symboliser la fourberie. Dans le système narratif chacun exerce une fonction spécifique : à Süss la politique et le sexe, à Lévy la basse besogne administrative, au rabbin le contact avec la communauté juive. Ils ont pour objectif la saisie du pouvoir et, plus globalement, la transformation du duché de Wurtemberg en Terre promise. Le film veut ainsi montrer que les Juifs sont incapables de s'intégrer à la communauté qui les accueille. Sturm dit à un moment : « ils arrivent comme des sauterelles sur le pays. » Contenir les Juifs dans les ghettos et tuer leurs élites est d'après le film la solution idéale.
Süss y est joué par Ferdinand Marian (par ailleurs spécialisé dans les rôles de sadique, de brute ou de vicieux), avec les stéréotypes nazis du Juif au nez crochu et aux cheveux sales. Il est présenté comme un personnage cupide, un meurtrier et un obsédé sexuel, violeur de vierges allemandes. En présence du duc, Süss, constamment, se courbe, ondule, dessine avec ses mains de curieuses arabesques. Pour approcher le duc, Süss quitte ses papillotes et son caftan pour une petite moustache typée à l'allemande. Le personnage emploie à plusieurs reprises des expressions françaises et d'autres expressions non-germaniques. La préciosité renvoie au cosmopolitisme du personnage dans une Allemagne où seul le caractère national a valeur sacrée. Il use même de la galanterie française avant de violer Dorothea. Lévy, lui, garde un parler altéré de type Yiddish. En fait tous les personnages sont facilement identifiables. La communauté juive n'est filmée que trois fois. Les séquences distillent alors l'image d'une communauté crasseuse dominée par des vieillards qui accaparent les filles nubiles pour assouvir leurs besoins sexuels sans limites. Ils expriment les fantasmes qui associent les Juifs au sexe et au rapt des femmes. Pour ces scènes Harlan est allé filmer des figures « typiques » de Juifs dans le ghetto de Prague.
Des éléments historiques sont inversés afin de servir les objectifs du film. Dans la réalité historique, la propre fille de Süss se suicida plutôt que de céder aux avances de Charles-Alexandre. Dans le film, Süss viole la fille du président de la Diète, Dorothéa. De même, Süss est présenté comme un juif du ghetto alors qu'en fait, il est le fils d'un grand financier déjà introduit dans le cercle des cours du XVe siècle. Autre inversion, l'engagement d'un corps de mercenaires se fit non sur proposition de Süss, mais sur l'initiative du duc qui, dans le film, prête pareille machination aux seuls Juifs. Enfin le vrai Süss fut condamné à mort pour crime contre l'État : par son choix en faveur d'un État centralisé et bureaucratique, la création de divers monopoles. Dans le film il est condamné pour commerce charnel avec une chrétienne. Le rapport juif et péril sexuel constitue ainsi la clé de voûte du discours antisémite. Certains crimes attribués au personnage central servent à justifier les mesures antijuives du moment. Après l’exécution du personnage principal, la phrase : « Dans trois jours, tous les Juifs sans exception devront avoir quitté le territoire du Wurtemberg ! », joue le rôle d’une sombre prophétie, à l’heure où, dans le gouvernement général de Pologne, les Juifs sont regroupés dans des ghettos avant l'extermination future. Aucun autre film n’a jamais contenu un appel au meurtre (même symbolique) aussi abrupt que celui qui figure dans les dernières minutes du film.

### Un film misogyne
Les femmes sont représentées de différentes manières. Les femmes juives peu présentes suggèrent l'inceste ou la sénilité ; la duchesse, la cupidité et Dorothea la candeur de la jeune fille. Ces deux femmes sont donc présentées comme responsables de la pénétration du Juif dans la cité. La duchesse, maîtresse de Süss, pousse son mari à suivre les conseils de Süss pour supprimer la Diète de Stuttgart. Quant à Dorothea, elle prend charitablement Süss dans sa calèche pour l'amener à Stuttgart. Elle introduit donc le loup dans la bergerie. Dans ses apparitions publiques, Süss est toujours flanqué de trois courtisanes aux noms évocateurs : « l'oie imbécile » (« dumme Gans »), « l'assoiffée d'argent » (« diese geldgierige Person ») et enfin la « pute à juifs » (« Judenhure »). Dans une courte scène du film, une jeune fille nommée Mimi Fiebelkorn, convoitée par le duc, est invitée au palais avec sa sœur. Le père proteste contre cette invitation immorale mais la mère soutient ses filles dans leur désir de se rendre à la fête, devenant ainsi en mère « maquerelle », la complice des débauches du duc et de Süss. La femme est consubstantiellement liée à la débauche. Les femmes sont toujours présentées comme des écervelées. Elles acclament le duc, leur futur tyran, lors de son accession au trône. Par contre, c'est une foule exclusivement masculine qui réclame le renvoi de Süss.

### La vision nazie de la société
Le duc Charles-Alexandre, faible et influençable, est très loin des canons de la beauté physique aryenne. Il est bedonnant et ballonné. Sa difformité (au regard de canons nazis) symbolise sa mégalomanie délirante qui ne fait que s'accentuer tout au long du film, et sa licence continue qui prend pour objet les jeunes vierges invitées au palais. La folie du duc, d'une manière fort pernicieuse, diminue sa responsabilité et accentue celle de Süss, présenté comme un manipulateur intelligent et démoniaque. Le jeune Faber, fiancé puis mari de Dorothea, est le prototype de l'homme aryen, l'antithèse parfaite de Süss. Il fait preuve de courage, même lorsqu'il est torturé puisqu'il ne dénonce pas la conspiration dans laquelle il est impliqué et qui vise à renverser le duc et ses financiers. La foule est présente dans huit séquences. Au fur et à mesure de l'avancement du film, elle est débarrassée de sa composante féminine. Elle est filmée très brièvement et toujours en train de manifester dans le désordre. François Garçon pense que cela trahit l'idée que pour Goebbels, les mouvements populaires sont toujours synonymes de troubles et de désordre. Alors qu'en 1738, la foule lapida Süss avant sa pendaison, dans le film, la foule assiste calme et silencieuse à son exécution. La brièveté des séquences de violence populaire manifeste le souci de Goebbels de ne pas déclencher d'émeutes anti-juives à l'issue de la projection du film. Harlan précise que le ministre de la Propagande ne tenait pas à voir se renouveler à l'occasion de la sortie du film « l'idiotie de la nuit de Cristal. »

## Autour du film

### Musique
En 1975, la chanson de Serge Gainsbourg Est-ce est-ce si bon ?, issue de l'album Rock Around the Bunker, fait allusion au film.

### Politique
En 2025, une affiche de La France Insoumise, représentant Cyril Hanouna, est lue comme reprenant les codes de l'affiche du film,.

## Article annexe
- Liste des longs métrages allemands créés sous le nazisme

### Filmographie
- Goebbels et le Juif Süss : Histoire d'une manipulation parfois titré aussi Le film maudit, Jud Süss qui raconte l'histoire de ce film et de son acteur principal Ferdinand Marian.